# Manukahonung

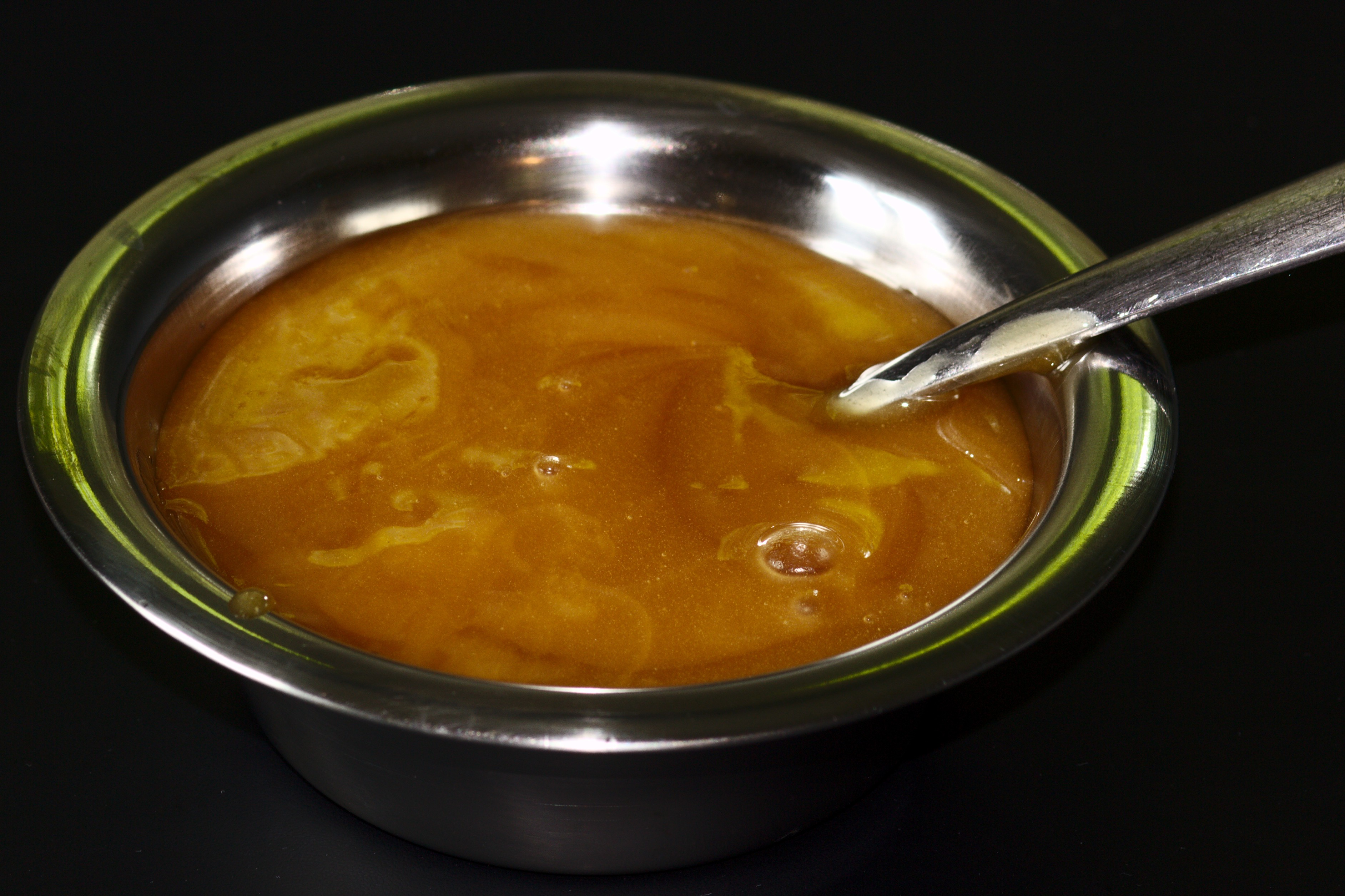
Manukahonung i skål.

Manukahonung är en monofloral honung med ursprung från Nya Zeeland. Manukahonungen används inom alternativmedicinen och anses inom de kretsarna ha speciella läkande egenskaper.

## Medicinska egenskaper
Förespråkare har framfört att manukahonung kan fungera som alternativ till antibiotika.
Hittills har inga vetenskapliga studier påvisat några antiinflammatoriska effekter av honung. Däremot har honungens låga pH-värde bakteriehämmande egenskaper som kan ha viss antiseptisk effekt vid sårläkning.